# Kostel Prozřetelnosti Boží (Koňákov)
Kostel Prozřetelnosti Boží v Koňákově je filiální kostel, který se nachází v Českém Těšíně-Koňákově Okres Karviná. Kostel byl zapsán do seznamu kulturních památek ČR.

## Historie
Snaha o postavení kostela v Koňákovicích sahá až do roku 1820, kdy je doložena žádost. Další záznam pochází z roku 1854. Až v roce 1860 byly vydáno kladné stanovisko k výstavbě kostela Krajským zemským úřadem v Opavě. Základní kámen byl položen a posvěcen 20. července 1861 a stavební práce pod vedením radního Jana Franka byly ukončeny 1. července 1863. Projekt vypracoval stavitel Schweda. Náklady činily 3000 zlatých, na stavbu přispěl například arcikníže Albrecht pozemkem pro kostel a hřbitov o výměře 700 m2, páter Józef Pociorek věnoval 1200 zlatých, vratislavský biskup 400 zlatých. Kostel vysvětil 9. září 1863 generální vikář v Těšíně P. Antonín Helm. Kostel byl zasvěcen Prozřetelnosti Boží (latinsky: Providentia Dei). Od roku 1993 patří pod římskokatolickou farnost Český Těšín, která je spravována Tovaryšstvem Ježíšovým.

## Popis
Filiální kostel Prozřetelnosti Boží je jednolodní zděná orientovaná stavba s hranolovou věží vestavěnou do západního průčelí. Loď je uzavřena trojbokým závěrem. Na severní straně kněžiště je přistavěna malá sakristie. Prolomená okna v lodi, kněžišti a věži mají půlkruhový záklenek. Sedlová střecha je krytá plechem. Fasáda je členěna pilastry a profilovanou korunní římsou. Věž v průčelí vystupuje v mírný rizalit, je ukončena cibulovitou střechou s lucernou a makovicí. Stavba představuje prostou venkovní architekturu pozdně barokního klasicismu. V roce 1863 byl těrlickým farářem zakoupen zvon.

## Interiér
Hlavní oltář je barokní. Kruchta je nesena železnými sloupy, zaklenuta plackami mezi pasy. Loď je zakenuta plackou na pasy a kněžiště je zaklenuto pruskou klenbou. Pasy nasedají na polopilíře s římskou hlavicí. Varhany zakoupil v roce 1863 radní Jan Franek. V roce 1959 byl mobiliář doplněn ze rušeného kostela v Těrlicku (křtitelnice, sochy apoštolů sv. Petra a Pavla, lavice a dlažba). V kněžišti jsou sochy nejsvětější Srdce Pána Ježíše a Neposkvrněné Srdce Panny Marie věnované farníky. U vchodu do kostela je socha sv. Antonína.

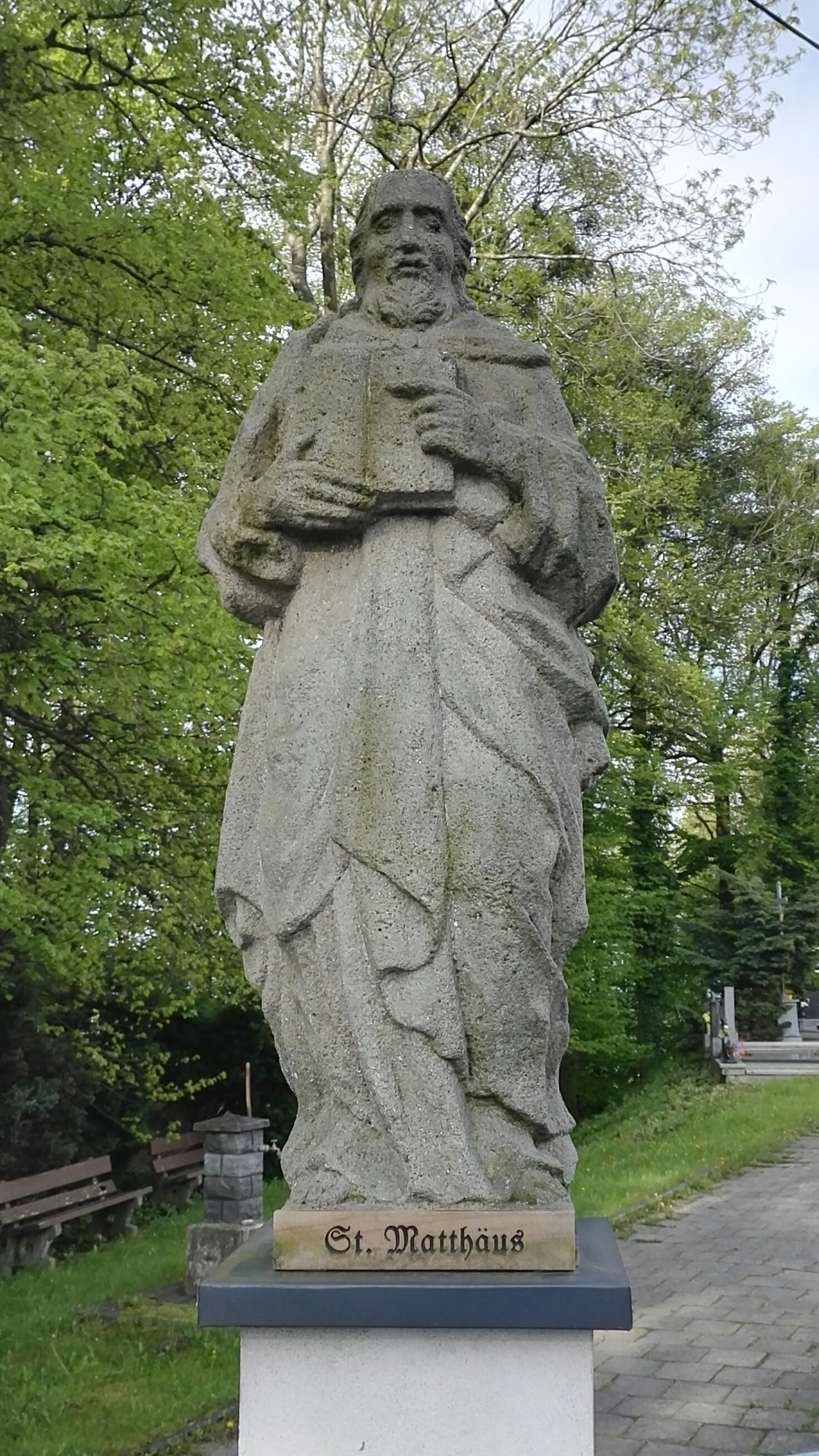
Socha jednoho z apoštolů na vstupní bráně hřbitova

## Sochy
Sochy apoštolů se nacházejí na pilířích vstupní hřbitovní brány. Jsou provedené z pískovce ve velikosti jednoho metru. Patří k ojedinělému souboru 12 apoštolů původně umístěných kolem kostela sv. Petra z Alkantary v Karviné-Dolech. V roce 1959 byly přeneseny z Těrlicka ze likvidovaného kostela. Jejich datace je třetí čtvrtina 19. století. Obě sochy byly restaurovány v roce 2016.
Socha apoštola (sv. Petr) – Světec drží v pravé ruce klíč(?) a v levé otevřenou knihu.
Socha apoštola (sv. Pavel?) – tvoří protějšek plastice sv. Petra. U této však vzhledem k nečitelnosti popisku na soklíku a nejednoznačnosti atributů není jednoznačná identifikace apoštola. Jiné zdroje uvádějí, že jde o sochy světců Matouše a Filipa.